# Objektivistischer Wahrscheinlichkeitsbegriff
Theorien objektivistischer Wahrscheinlichkeit interpretieren die Tatsache, dass für zukünftige Ereignisse bzw. Beobachtungen nur die Berechnung von deren Wahrscheinlichkeit möglich ist, aber keine exakte, deterministische Voraussage, als einen Umstand, der durch die objektive Einrichtung der Realität bedingt ist, ebenso wie das Maß dieser Wahrscheinlichkeit. Die gegenteilige Klasse von Theorien, sogenannte subjektivistische Deutungen von Wahrscheinlichkeit, sehen hingegen nicht objektive Tatsachen, sondern Tatsachen über den Beobachter – das, was dieser subjektiv für wahrscheinlich hält, als maßgeblich an. Varianten solcher subjektivistischer Wahrscheinlichkeitstheorien sind die Bayessche Theorie und die von Bruno de Finetti entwickelte.

## Objektivistische Wahrscheinlichkeitstheorien
Ein Objektivist kann, muss aber nicht annehmen, dass die Wirklichkeit deterministisch ist, also strikten Gesetzen folgt, die für jedes zukünftige Ereignis das Eintreffen oder Nichteintreffen exakt festlegen. Anlass derartiger Kontroversen bieten insbesondere Probleme der Interpretationen der Quantenmechanik.

### Propensität
Karl Poppers Propensitätstheorie interpretiert Wahrscheinlichkeit als Maß, in welchem ein Prozess zu einem bestimmten Ergebnis neigt.

### Frequentismus
Die Propensitätstheorie kann als eine Verallgemeinerung des Frequentismus verstanden werden. Dieser interpretiert Wahrscheinlichkeit als Grenzwert der relativen Häufigkeit eines Ereignisses.